# Rodion Sjtsjedrin
Rodion Konstantinovitsj Sjtsjedrin (Russisch: Родио́н Константи́нович Щедри́н) (Moskou, 16 december 1932) is een Russisch componist en pianist.
Van 1973 tot 1990 was hij (als opvolger Dmitri Sjostakovitsj) voorzitter van de Unie van Russische Componisten (tegenhanger van de Bond van Sovjetcomponisten) waar hij thans nog een ere-functie bekleedt.
Zijn vader was een componist en leraar muziektheorie. Hij studeerde aan het conservatorium van Moskou, waar hij in 1955 bij Joeri Sjaporin en Nikolaj Mjaskovski afstudeerde. In 1958 trouwde hij de zeven jaar oudere bekende ballerina Maja Plisetskaja.
Sjtsjedrin's vroege composities zijn nog tonaal, kleurrijk georkestreerd en vaak zijn er stukken volksmuziek in te horen, terwijl hij in zijn latere werken gebruikmaakt van twaalftoontechniek en serialisme.
Het bekendst zijn Het kleine paardje met de bochel (1955), de Carmen Suite (1967), gebaseerd op de opera Carmen van Georges Bizet (een project dat door zowel Dmitri Sjostakovitsj als Aram Chatsjatoerjan geweigerd werd), Anna Karenina (1971, op basis van het boek van Leo Tolstoj), en Mevrouw met schoothondje (1985), en de opera’s Niet Alleen Liefde (1961), en Dode Zielen (1976, naar Nikolai Gogol's roman); verder componeerde hij pianoconcerten, symfonieën, kamermuziek en pianostukken. Nadat hij 24 preludes en fuga’s van Sjostakovitsj gehoord had schreef hij een compositie met dezelfde titel.
In 1989 verkreeg hij het lidmaatschap van de Akademie der Künste in Berlijn en ontving hij in 1992 de Russische Staatsprijs van president Boris Jeltsin voor zijn bijdragen aan de klassieke muziek. Hij was een virtuoos pianist en organist en trad zelf als solist op in de premières van de eerste drie van zijn zes pianoconcerten. Na de ineenstorting van het Sovjetimperium maakte Sjtsjedrin veelvuldig gebruik van de nieuwe mogelijkheden en maakte veel internationale reizen; nu verdeelt hij zijn tijd tussen München Moskou en Litouwen.
In het Westen is Sjtsjedrin vooral bekend geworden doordat Mstislav Rostropovitsj tientallen nieuwe composities in opdracht liet geven, deze meestal zelf vertolkte en vaak ook opnam. De bezetting van deze werken loopt uiteen van cello solo tot opera. Over zijn bijzondere band met Rostropovitsj schrijft de componist ook in zijn onlangs door Schott in het Westen uitgegeven autobiografie Was man schreibt ist unantastbar (ISBN 978-3-254-08414-9).
Vooraanstaande hedendaagse pleitbezorgers van zijn werk zijn Valery Gergiev, Yefim Bronfman, Mariss Jansons, Lorin Maazel, Denis Matsuev, Olli Mustonen en Dimitri Sitkovetsky en Maxim Vengerov.

## Werken

### Opera’s
- Niet Alleen Liefde (Не только любовь)
- Bojarinja Morozova (Боярыня Морозова)
- Charmante Vreemdeling (Очарованный странник)
- Lolita (Лолита)
- Dode Zielen (Мервые души)
- Lenin oratorium (Ораторио Ленина)

### Balletten
- Het kleine paardje met de bochel, 1955
- Carmen, 1967
- Anna Karenina, 1968
- Zeemeeuw, 1979
- Mevrouw met Schoothondje, 1985

### Orkestrale werken
- Symfonie nr. 1, 1958
- Niet Alleen Liefde (symfonische suite uit de opera), 1964
- Symfonie nr. 2, "25 preludes voor orkest," 1965
- Plechtige ouverture, 1982
- Zeemeeuw suite, 1984
- Stihira, "Hymne ter ere van het millennium van de kerstening van Rusland," 1987

### Concerto's
- Pianoconcert nr. 1, 1954
- Concert voor orkest nr. 1, "Ondeugende limmeriks" 1963
- Pianoconcert nr. 2, 1966
- Concert voor orkest nr. 2, "De klokken" 1968
- Pianoconcert nr. 3, 1973
- Pianoconcert nr. 4
- Concert voor orkest nr. 3, "Oud Russische circusmuziek" 1988
- Concert voor orkest nr. 4, "Rondedans" 1989
- Concert voor orkest nr. 5, "Vier Russische liederen" 1998
- Pianoconcert nr. 5, 1999
- Celloconcert, "sotto voce concerto," 1994
- Vioolconcert, 1998
- Pianoconcert nr. 6, 2003
- Hoboconcert, 2010
- Romantic Offering  2011 Double Concerto for Piano, Violoncello and Orchestra (Martha Argerich & Mischa Maisky)

### Solo piano
- Pianostukken (1952-1961)
  - Gedicht;
  - Vier stukken uit het ballet " Het kleine paardje met de bochel ";
  - Humoresque;
  - Imitatie van Albeniz;
  - Troika;
  - Twee polyfone stukken;
- Pianosonate, 1962
- 24 preludes en fuga’s 1964-1970
- Polyfoon notitieboek, 25 preludes, 1972
- Pianosonate nr. 2, 1997
- Dagboek, zeven stukken, 2002
- Sonatine Concertante, 2005
- A la Pizzicato, 2005

### Andere
- Sonate voor cello en piano (1996)
- De antieke melodieën van Russische volksliedjes (2006)